# Plech
Plech è un comune tedesco situato nel land della Baviera.